# Écriture aztèque

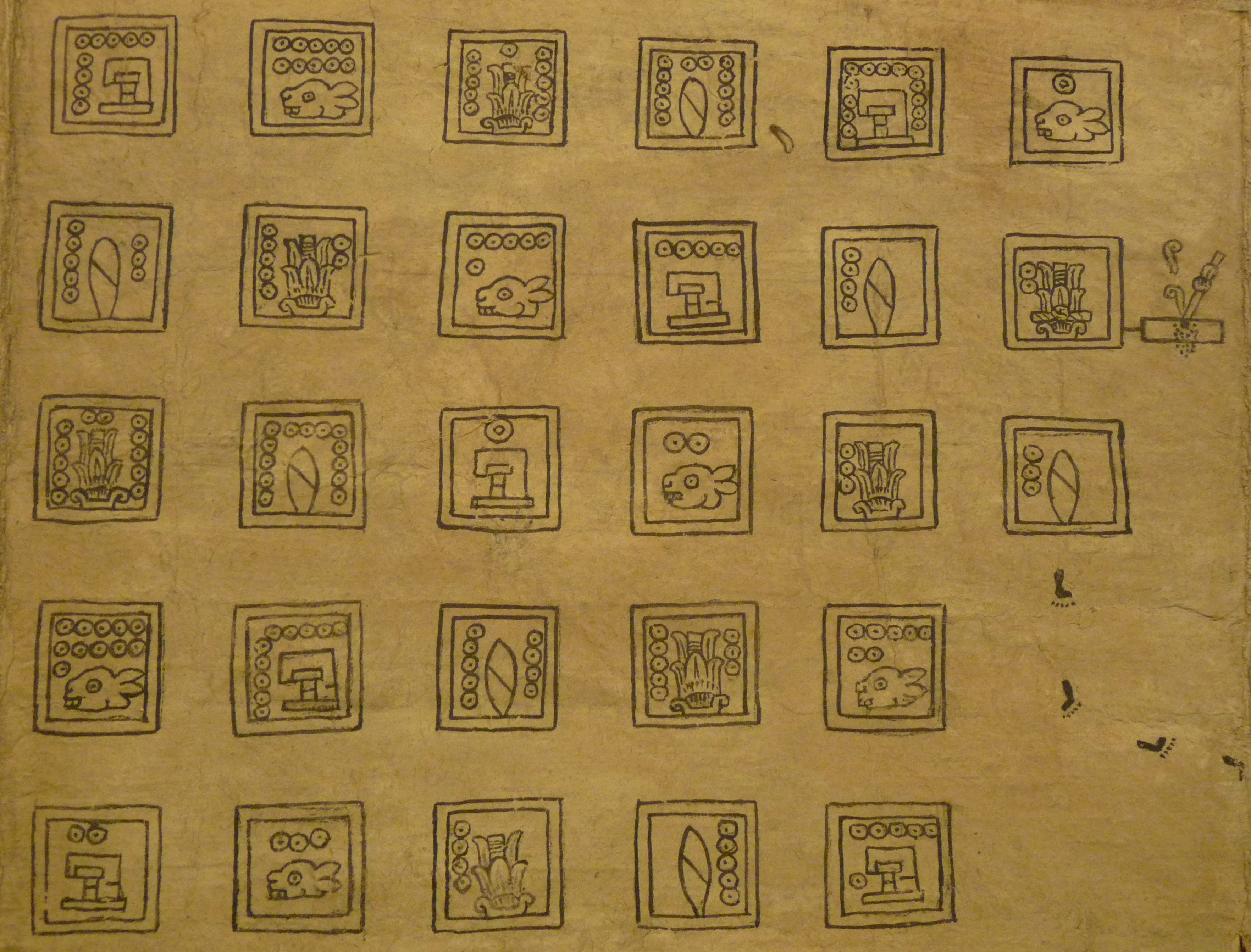
Exemple d'écriture aztèque (codex Boturini, folio 6).

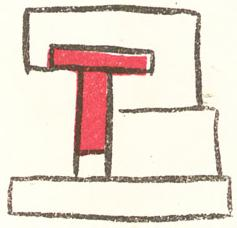
Logogramme représentant le mot calli, qui signifie maison (Codex Magliabechiano).

L'écriture aztèque, également appelée écriture nahuatl, est un système d'écriture glyphique (utilisant le plus souvent des pictogrammes, mais aussi des idéogrammes et des constructions phonétiques) qui était utilisé dans l'Empire aztèque, notamment dans les codex aztèques.
Ce système était basé sur les conventions et les symboles de la tradition mésoaméricaine épiclassique et postclassique des peuples du centre de l'actuel Mexique. Le système d'écriture des Aztèques ressemble fortement à celui des Mixtèques. Selon certaines sources, ce système d'écriture avait été hérité de la tradition de Teotihuacan ; cependant cette écriture est inconnue et son existence est même remise en doute (Duverger, 2000).
Son utilisation (lecture et écriture) était réservée à l'élite gouvernementale et sacerdotale aztèque et était donc un symbole de pouvoir. Sa capacité à enregistrer et perpétuer le passé avait également une valeur mystique. Les scribes étaient appelés des tlacuilos.
Comme les autres peuples mésoaméricains de l'époque postclassique, les Aztèques utilisaient comme support d'écriture (« amoxtli ») du papier d'amate, des tissus en coton (lienzos), de la peau de gibier ou du papier à base de fibres de maguey.

## Sources

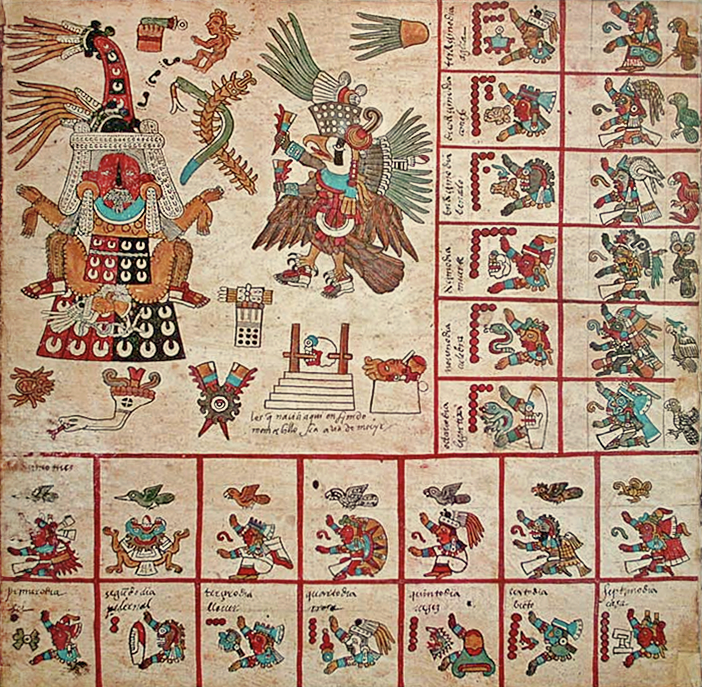
Exemple de codex aztèque annoté, après la conquête espagnole, d'explications en espagnol (codex Borbonicus, folio 11).

La connaissance actuelle de l'écriture nahuatl repose en grande partie sur les retranscriptions phonétiques du nahuatl en écriture latine et les explications en espagnol écrites peu après la conquête de l'Empire aztèque sur les codex mésoaméricains préhispaniques et coloniaux.
Aucun amoxtli aztèque n'a survécu à la conquête du Mexique, même si certains des codex produits au centre du Mexique au cours de la période coloniale sont des copies de codex anciens dont les originaux ont été perdus. On pense que les codex aztèques du groupe Borgia ont été produits dans la région et le style mixtèques de Puebla.

## Système d'écriture
L'écriture aztèque utilisait différentes techniques de représentation. Certains objets étaient désignés par une simple représentation pictographique, qui n'était pas purement figurative mais conventionnelle.
Pour entrer dans le monde des hiéroglyphes nahuas deux points importants à considérer. D'abord, le scribe-peintre sacrifie la beauté du dessin et sa connaissance artistique à la nécessité de gagner du temps. Ce ne sont pas des peintures mais des signes graphiques destinés à évoquer des idées répétées toujours de la même manière, selon un système conventionnel et pratiqué en tant que tel. Ensuite, l'écriture hiéroglyphique est mixte et utilise des glyphes pictographiques, idéographiques et phonétiques. La combinaison de tous ces types d'écriture permettait aux Nahuas de représenter tous les concepts qu'ils utilisaient.
Les glyphes les plus souvent utilisés représentent des noms de lieux (on en trouve plusieurs centaines dans les deux premières sections du Codex Mendoza) ; les glyphes représentant des actions et des événements sont moins fréquents.
Il y a plusieurs centaines de glyphes différents, car l'inventaire des signes n'était pas fixé dans des proportions ou une structure exactes. En effet, il n'y avait pas de règles figées pour la composition des signes et le sens de lecture. Certaines formes standardisées s'étaient imposées, mais uniquement pour les glyphes et séquences de glyphes les plus utilisés (datation, noms de personnes et de lieux de référence).
En raison de ces limitations, cette forme d'écriture nécessitait une part d'interprétation : les textes étaient des moyens mnémotechniques énumérant les personnes, les dates, les événements ou les lieux importants, mais le lien entre ces informations devait être complété par la mémoire du lecteur. Ainsi, le récit était essentiellement oral, et l'écriture ne servait qu'à en lister les principaux éléments.

### Glyphes figuratifs

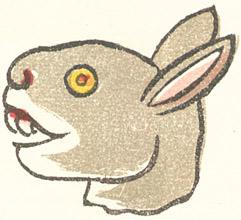
Glyphe figuratif symbolisant le mot tochtli (lapin).

Ces glyphes, qui sont les plus nombreux, ont également été appelés mimiques, pictographiques ou kyriologiques. Ils représentent simplement l'objet sans autre idée associée. La forme d'un homme ou d'une maison n'évoquent que le concept général d'homme et de maison, sans aucune individualisation ni contextualisation. Ils représentent différentes catégories de concepts :
1. Certains corps célestes comme les étoiles
2. Hommes et femmes de différents âges et conditions
3. Membres isolés des humains et des animaux.
4. Quadrupèdes sauvages ou domestiques
5. Quadrumanes
6. Reptiles et autres espèces d'animaux
7. Divers oiseaux
8. Poisson
9. Certains insectes
10. Arbres, plantes, fleurs, fruits, graines et caoutchouc.
11. Habits et accessoires
12. Meubles, armes et insignes
13. Ustensiles
14. Bâtiments et constructions
15. Instruments artistiques et artisanaux.

### Glyphes symboliques

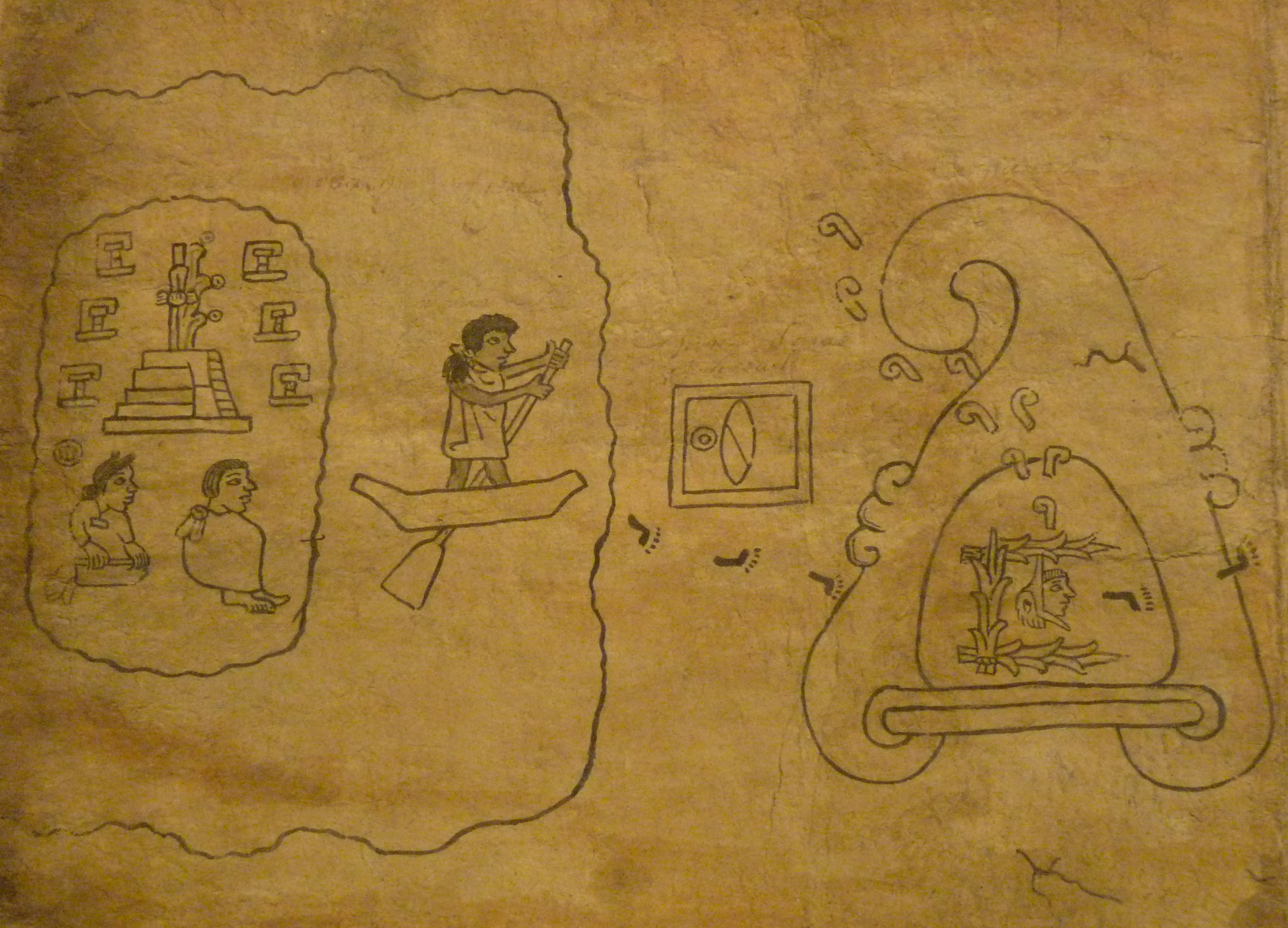
Sur la première page du codex Boturini, sont utilisés les glyphes symboliques du voyage (les traces de pied) et du discours (les volutes).

La première limite de la représentation figurative est celle des éléments concrets qui n'ont pas de forme particulière, comme l'eau, l'air ou le ciel. La nécessité de mentionner ces objets détermina l'invention de signes conventionnels pour en évoquer le nom et le concept.
Par exemple, puisque, quand l'homme marche sur un sol mou, il laisse une empreinte de pied, la forme de cette trace a été utilisée comme signe conventionnel pour évoquer les concepts de voyage, mouvement, traduction, adresse, vol, etc. De même, la langue étant l'organe principal apparent de la parole, c'est sa forme, semblable à une volute de fumée ou une virgule qui a été utilisée pour exprimer ce concept.
Comme les glyphes symboliques sont conventionnels, ils ne sont pas compréhensibles de manière aussi immédiate et universelle que les glyphes figuratifs.

### Glyphes idéographiques
Ce sont des dessins qui représentent des concepts abstraits comme ceux de divinités, d'âme ou de sentiments.
Ces signes sont assez arbitraires et conventionnels, mais viennent d'analogies plus ou moins vraies ou logiques entre le monde physique et spirituel ; le lion a par exemple servi pour exprimer l'idée de force. Ces liens logiques sont de différents types :
1. La synecdoque est une représentation d'une partie pour le tout. On trouve ainsi dans le codex Mendoza un bouclier, sous lequel apparaît un faisceau de flèches ; ces deux éléments figuratifs, qui sont des armes utilisées à la guerre, forment ensemble la métaphore de la guerre et de la bataille. Ce groupe n'est pas seulement idéographique mais également phonétique : il se prononce mitl chimalli (mitl désignant le faisceau de flèches et chimalli, le bouclier).
2. La métonymie consiste à suggérer un concept de manière indirecte, en représentant de manière figurative un élément en rapport avec ce concept. Par exemple, le glyphe représentant de manière figurative les faisceaux de bois utilisés pour rallumer les feux lors de la cérémonie du feu nouveau servait également à symboliser ce rituel dans son intégralité. De même, le matériel de peinture pouvait désigner l'écriture aussi bien que le peintre, une herbe représente l'année et le soleil correspond au concept de dieu. Les métonymies ne sont compréhensibles que par ceux qui connaissent le sens figuré de ces symboles. Cette méthode est comparable à celle des premiers chrétiens qui utilisaient le symbole du poisson pour représenter Jésus-Christ.
3. La métaphore exprime un concept de manière symbolique par l'intermédiaire de similitudes plus ou moins évidentes ou arbitraires. Ainsi, le tigre (ocelotl) et l'aigle (cuauhtli) symbolisent les guerriers du même nom et, de manière plus générale, l'idée de courage ; de façon similaire, une plume (quetzalli) peut symboliser l'idée de beauté appliquée à n'importe quelle chose parce que les plumes étaient une parure de grande valeur en Mésoamérique.
4. Les énigmes utilisées pour symboliser les êtres surnaturels sont de pures conventions qui ont un rapport très éloigné de l’élément réel qu’ils figurent. C’est le cas du symbole des divinités, comme Tlaloc qui était représenté par la pluie et le beau temps.

### Glyphes phonétiques
Ces caractères ne représentent pas des concepts mais des phonèmes ou des syllabes ; ils ont perdu tout rapport avec les objets représentés. Cette manière d'écrire est principalement utilisée pour représenter les noms de personnes et de lieux. Malgré la rareté des codex qui ont survécu aux destructions opérées par les Espagnols, il est possible de formuler quelques principes généraux sur ce mode d'écriture.
Nous savons avec certitude que les Nahuas avaient développé un système de glyphes pour représenter plusieurs syllabes phonétiquement et certaines lettres.
Comme dans l'écriture phonétique d'autres cultures, ces glyphes phonétiques, syllabiques et alphabétiques dérivent de la représentation stylisée de divers objets dont le nom commençait par le son qu'ils symbolisaient.
L'écriture phonétique nahuatl finit par posséder différents types de glyphes :
1. Des glyphes généralement syllabiques
2. Des glyphes monosyllabiques utilisés comme préfixes ou suffixes, tels que te (qui faisait référence à une ou plusieurs personnes) ou tlan (locatif).
3. Des glyphes stylisés qui représentaient des phonèmes ; ainsi, la stylisation du glyphe représentant le mot « atl » (eau) symbolisait le phonème « a », celui d'« etl » (haricots) symbolisait le son « é » et « ohtli » (chemin) o.